# Voetbalinterland Canada - Hongkong
Deze lijst van voetbalinterlands is een overzicht van alle officiële voetbalwedstrijden tussen de nationale teams van Canada en Hongkong. De landen speelden tot op heden een keer tegen elkaar. Dat was een vriendschappelijke ontmoeting in Toronto op 13 juni 1992.

## Wedstrijden
| № | Plaats  | Datum        | Competitie        | Wedstrijd         | Uitslag |
| - | ------- | ------------ | ----------------- | ----------------- | ------- |
| 1 | Toronto | 13 juni 1992 | Vriendschappelijk | Canada – Hongkong | 3 – 1   |

## Samenvatting
| Competitie        | Totaal gespeeld | Winst Canada | Gelijk | Winst Hongkong | Doelsaldo Canada – Hongkong |
| ----------------- | --------------- | ------------ | ------ | -------------- | --------------------------- |
| Vriendschappelijk | 1               | 1            | 0      | 0              | 3 − 1                       |
| Totaal            | 1               | 1            | 0      | 0              | 3 − 1                       |

Wedstrijden bepaald door strafschoppen worden, in lijn met de FIFA, als een gelijkspel gerekend.